# Utterslev Sogn (Lolland)
 For alternative betydninger, se Utterslev Sogn. (Se også artikler, som begynder med Utterslev Sogn)
Utterslev Sogn var et sogn i Lolland Vestre Provsti (Lolland-Falsters Stift). Det indgik 1. august 2016 i Utterslev-Herredskirke-Løjtofte Sogn.
I 1800-tallet var Utterslev Sogn et selvstændigt pastorat. Det hørte til Lollands Nørre Herred i Maribo Amt. Utterslev sognekommune blev ved kommunalreformen i 1970 indlemmet i Ravnsborg Kommune, der ved strukturreformen i 2007 indgik i Lolland Kommune.
I Utterslev Sogn ligger Utterslev Kirke.
I sognet findes følgende autoriserede stednavne:
- Alleenborg (landbrugsejendom)
- Bjælkehoved (bebyggelse)
- Bøget (bebyggelse)
- Havgård (ejerlav, landbrugsejendom)
- Kastager (bebyggelse, ejerlav)
- Keldsløkke (bebyggelse)
- Lille Utterslev (bebyggelse, ejerlav)
- Sølvbjerghoved (bebyggelse)
- Tjørneby (bebyggelse, ejerlav)
- Tjørneby Hede (bebyggelse)
- Tjørnebygård (landbrugsejendom)
- Utterslev (bebyggelse, ejerlav)
- Utterslev Mader (bebyggelse, ejerlav)
- Vintersborg (ejerlav, landbrugsejendom)
- Ølsmade (bebyggelse)